# Coeloides durangensis
Coeloides durangensis är en stekelart som beskrevs av Mason 1978. Coeloides durangensis ingår i släktet Coeloides och familjen bracksteklar. Inga underarter finns listade i Catalogue of Life.